# كريستين وودز
كريستين إليزابيث وودز وتعرف باسم كريستين وودز (بالإنجليزية: Christine Woods) هي ممثلة أمريكية من أصل أيرلندي ولدت في ليك فوريست، كاليفورنيا في 3 سبتمبر 1979 وهي معروفة في دور جانيس هوك في مسلسل فلاش فوروارد (Flash Forward) ودور دون ليرنر في مسلسل الموتى السائرون .

## حياتها
ولدت وودز في لايك فوريست ودرست الموسيقى والمسرح في جامعة أريزونا

## مهنتها
بدأت كريستين التمثيل في عام 2006 ولعبت دور جوليا في مسلسل Perfect Couples وهو مسلسل دراما كوميدي يذاع لمده نصف ساعة ثم بعد ذلك لعبت أدوارا مهمة مثل دور الشرطية جانيس هوك في مسلسل Flash Forward في قناة NBC ولعبت دور جيسيكا في مسلسل Hello Ladies ولاحقا ظهرت في الفيلم الخاص بنفس المسلسل ومؤخرا لعبت دور الشرطية دون ليرنر في مسلسل الموتى السائرون في قناة AMC

## الأدوار

### الأفلام
| السنة | اسم الفيلم                             | الدور           | ملاحظات                      |
| ----- | -------------------------------------- | --------------- | ---------------------------- |
| 2007  | The Haunting of Marsten Manor          | إريكا           |                              |
| 2008  | Mike Birbiglia's Secret Public Journal | آبي             | فيلم تلفزيوني                |
| 2008  | The Madness of Jane                    | ماري            | فيلم تلفزيوني                |
| 2009  | Sveener and the Shmiel                 | ترايسي          |                              |
| 2012  | Franky and the Ant                     | كاير بير        |                              |
| 2014  | Hello Ladies: The Movie                | جيسيكا فاندرهوف | ظهرت في المسلسل من نفس الاسم |

### التلفزيون
| السنة     | اسم المسلسل            | الدور           | ملاحظات                                 |
| --------- | ---------------------- | --------------- | --------------------------------------- |
| 2005      | CSI: Miami             | فاليري نيلسون   | حلقة Prey                               |
| 2006      | The Game               | كريستين         | حلقة Rules of The Game                  |
| 2007      | How I Met Your Mother  | نادلة           | حلقة Third Wheel                        |
| 2007      | The Game               | حبيبة سنبيم     | حلقة You Say You Want a Revolution      |
| 2008      | Welcome to The Captain | كلاير           | حلقتين                                  |
| 2008      | House                  | لو              | حلقة Dying Chamges Everything           |
| 2008      | Cold Case              | كايسي مايكلز    | حلقة Street Money                       |
| 2008      | NCIS                   | ريبيكا جينينغز  | حلقة Love & War                         |
| 2008      | In Plain Sight         | غوين جارفيس     | حلقة One Night Stan                     |
| 2009–2010 | FlashForward           | جانيس هوك       | 18 حلقة                                 |
| 2011      | Perfect Couples        | جوليا           |                                         |
| 2011      | The Closer             | كايسي واتسون    | حلقة You have the Right to Remain Jolly |
| 2012      | Castle                 | ليان ويست       | حلقة 47 Seconds                         |
| 2012      | How to be a Gentleman  | ميليسا          | حلقة How to be Shallow                  |
| 2012      | Go On                  | Janie           |                                         |
| 2013      | Hello Ladies           | جيسيكا فاندرهوف | 8 حلقات                                 |
| 2014      | The Walking Dead       | دون ليرنر       | الموسم الخامس 3 حلقات                   |

## روابط خارجية
- كريستين وودز على موقع IMDb (الإنجليزية)
- كريستين وودز على موقع ألو سيني (الفرنسية)
- كريستين وودز على موقع أول موفي (الإنجليزية)
- كريستين وودز على موقع قاعدة بيانات الفيلم (الإنجليزية)
- كريستين وودز على موقع كينوبويسك (الروسية)